# Pajala Truck Co.
Pajala Truck Co. är ett svenskt band som tagit sitt namn från Pajala där de kommer ifrån. De spelar en blandning av rockabilly, Disco House och popmusik. 
Bandets första singel "From One Motherfucker To Another", producerad av Henrik Edenhed (Robyn, Veronica Maggio, Lambretta med flera), släpptes i juni 2010 och tog sig direkt in på P3:s spellista.

## Medlemmar
- Marie Willman
- Paloma Perez
- Niklas Grönberg
- Johan Grönberg
- Jens Grönberg
- Markus Forsberg

## Singlar
- "From One Motherfucker To Another" (2010)
- "Movements" (2011)